# メロトロン

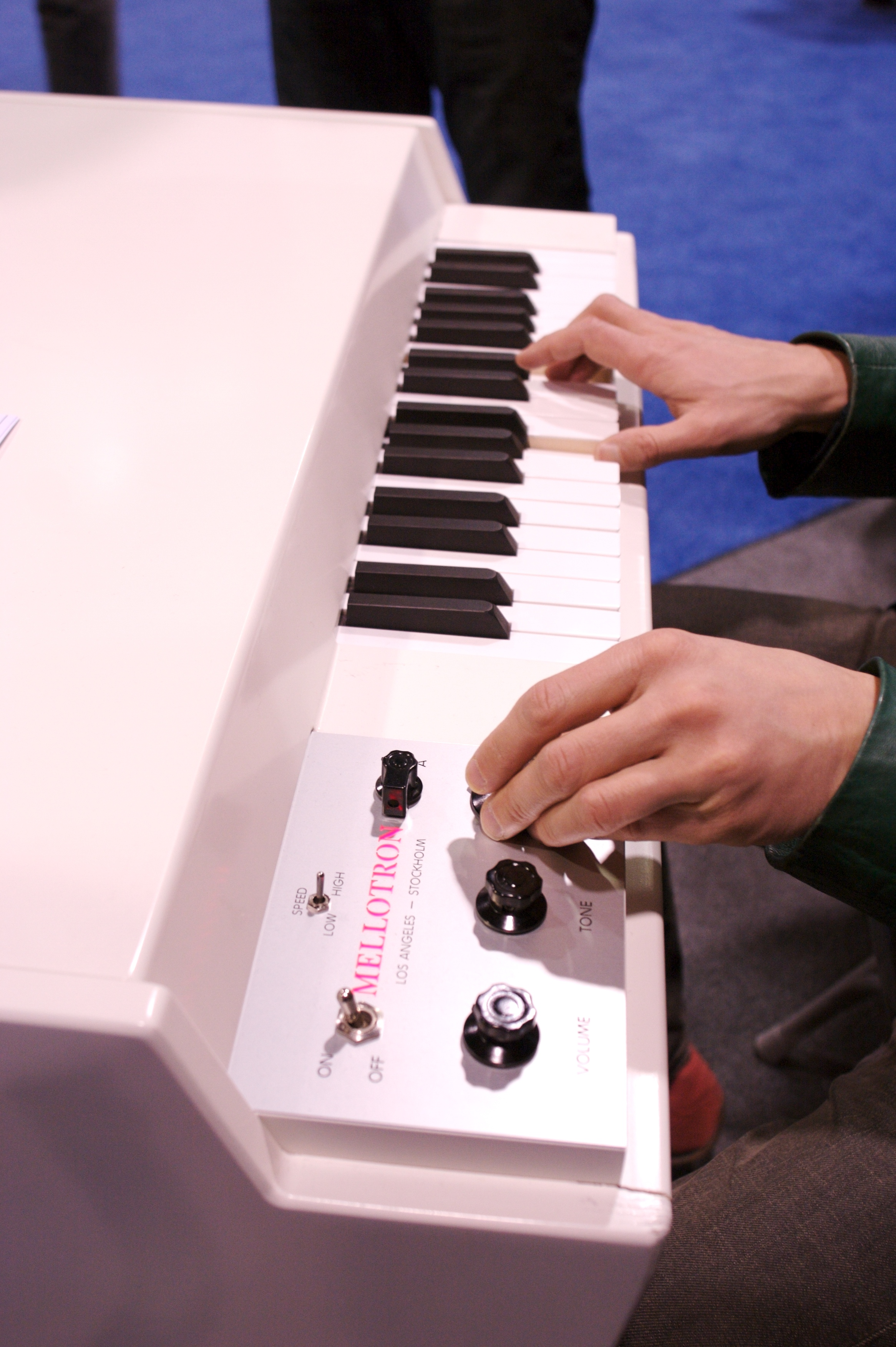
1999年発表のメロトロンMkVI

メロトロン(Mellotron)は、1960年代に開発された、アナログ再生式（磁気テープを媒体とする）のサンプル音声再生楽器である。アメリカのハリー・チェンバリンが作成したチェンバリン(Chamberlin)を元に、イギリスのレスリー・フランク・ノーマンのブラッドレィ3兄弟が、設計と作成を行った。

## 概要
ハリー・チェンバリンが開発した"Chamberlin Rhythmate"という、テープ音源を用いたリズム/伴奏用の機器が先祖である。これを応用したテープ音源のオルガンがメロトロンの前身となった。鍵盤楽器の演奏者により、弦楽器、管楽器などの音を奏でることを可能とした。また、伴奏パターンや効果音が録音されたテープも作られた。チェンバリンの会社では大量生産が難しく、製造を依頼する目的でイギリスに持ち込まれた。これを基に開発を行ったのが再生ヘッドの発注を受けたブラッドマチック社を経営するブラッドレィ兄弟であった。彼らは「ストリートリー・エレクトロニクス」を設立。開発した楽器を「メロトロン」と名付け、当初は家庭用として販売することとなった。
1962年に発売されたメロトロンは若干の改良を経て、ムーディー・ブルース、ビートルズ、キング・クリムゾンらが使用したことで1960年代後半に認知度を高めた。最初のモデル「Mk I/ II」は1本のテープにつき3トラック×6ステーション（頭出しの要領で各ステーションに停止したテープは、そこから音色を再生する）の18音色を収録。左手および右手用として35鍵の鍵盤が2セット並列に設けられ、左手用鍵盤には、伴奏パターンや効果音を収録したテープがセットされている。鍵盤を1セットにまとめた「M300」を経て、よりコンパクトかつシンプルなステージモデル「M400」が1970年に発表された。これに伴い、ロックやジャズの領域拡大も相まってメロトロンを録音やライヴで使用するアーティストは増えていった。
イギリスのミュージシャン・ユニオンは1967年、「メロトロンを使用することでヴァイオリンなどの演奏者を必要としなくなり、仕事を奪うものである」「音作りに協力したミュージシャンは、その音が他人に使われても全く収入にならない」という声明を出した。後者の訴えはBBCでも問題になり、メロトロニクス社は協力したミュージシャンに補償金を支払っている。また、原案者であるハリー・チェンバリンとブラッドレィ兄弟は特許および知的所有権で争っていたが、結果的に1966年、チェンバリンがブラッドレィ兄弟に権利を3万ドルで売り渡した。チェンバリンも自らの会社でテープ再生式の楽器を開発、販売した。普及した「M-1」はメロトロンよりコンパクトなボディと、よりハイファイなサウンドを持つ。
1970年代中盤にはポリフォニックシンセサイザーやストリングアンサンブルが普及したため、それより扱いにくいメロトロンのユーザーは次第に減少。経営が悪化したストリートリー・エレクトロニクスは1977年、メロトロンの商標権を売却。その後、メロトロンの名称が使えなくなったストリートリー・エレクトロニクスは「ノヴァトロン(Novatron)」の名称で楽器の開発・販売を続けるが、1980年代にはフェアライトCMIやシンクラヴィアなどの楽器がサンプリング機能を有し、音楽制作の現場で人気を博す。シェアを奪われたストリートリー・エレクトロニクスは1986年に倒産した。
現在はテープ式のメロトロンの製造・販売が再開している。現在メロトロンの商標を持っているメロトロン・アーカイヴス社は1999年以降モデル400シリーズの新型「MkVI」などを発売している。レスリー・ブラッドレィの息子らによって再建されたストリートリー・エレクトロニクスは2007年、M400と似た筐体の中にMkIIと同様のステーション構造をもつ新型メロトロン「M4000」を発表した。音源テープは、この2つの会社それぞれが新規で録音された物も含めて取り扱っている。

## 演奏者
ロック・ミュージックでメロトロンが初めて使用された楽曲は、グレアム・ボンド・オーガニゼーションのシングル「Lease On Love / My Heart's In Little Places」(1965年）であるとされている。1960年代後半には、ビートルズ「ストロベリー・フィールズ・フォーエヴァー」（1967年2月）、ムーディー・ブルース「サテンの夜」（1967年10月）、ローリング・ストーンズ「2000光年のかなたに」（1967年12月）、キング・クリムゾン「クリムゾン・キングの宮殿」（1969年10月）、デヴィッド・ボウイ「スペイス・オディティ」（1969年12月）などで使用された。1970年代にはコンパクトなM400が発売されたこともあって、演奏者は一気に増えた。その例としてはイエス、ジェネシス、フォーカスといったプログレッシヴ・ロックのバンドやアーティストが多いが、他にもユーライア・ヒープや10ccなど枚挙にいとまがない。代表的な楽曲としてはイエス「燃える朝やけ」（1971年）、フォーカス「ル・クロシャール」（1971年）、ユーライア・ヒープ「カム・アウェイ・メリンダ」（1970年）などがあげられる。一方、メロトロンには音程が不正確かつ不安定である、大きなノイズが含まれるなどの欠点があり、短気なリック・ウェイクマンは腹を立て自宅の庭で焼き払ってしまい、それを後悔したと伝えられた。
ジャズのクロスオーヴァーの分野でも、ヤン・ハマー、リターン・トゥ・フォーエヴァーなどが使用した。BBCなどの放送局には全ての鍵盤に効果音を仕込んだ「FXコンソール」というものが導入された。生放送や収録などの際、リアルタイムで効果音を出すことができ、ラジオ番組やドクター・フーなどの制作に利用された。

## 詳細：発音機構

メロトロン発音機構の模式図
(1)鍵盤、(2)ネジ、(3)プレッシャーパッド、
(4)ピンチローラー、(5)再生ヘッド、
(6)キャプスタン、(7)ストレージ・ビン、
(8)テープ・リターンローラー、
(9)スプリング

音源となるテープ（茶色の曲線）は鍵盤(1)と再生ヘッド(5)の間にセットされている。鍵盤にはテープを再生ヘッドに押し付けるプレッシャーパッド(3)と、モーターで駆動されたキャプスタン(6)に押し付けるピンチローラー(4)が取り付けられており、それぞれネジ(2)で高さを調整可能。鍵盤を押し込むと、テープはキャプスタンとピンチローラーに挟まれて前進しつつ再生ヘッドに押し付けられて発音して、ストレージ・ビン(7)に格納される。鍵盤を離すとテープはキャプスタンの回転から開放され、テープ・リターンローラー(8)の端に取り付けられたスプリング(9)によりおよそ0.5秒で巻き戻される。鍵盤を押さえることで抵抗が増えてもモーターの回転数を維持・安定化させるため、モーターコントロールカードという基盤がモーターには接続されている。こうした構造から、以下のような独特の挙動がある。
a)各音程のテープは、再生できる範囲が8秒分で、音色や音程によって収録時間は6～8秒程度となっている。このような有限の長さのテープを用いた面倒な機構を採用したのは、ピアノなどの減衰音の再生を可能とするためである。
b)調整次第だが、あまり速いパッセージを弾くと、テープの走行開始が間に合わずに音がきちんと発音されないことがある。
c)同音連打を行うと、テープが途中から再生されるため、アタックのつかない音になる。ピアノやヴィブラフォンの音色で顕著。
d)速く鍵盤を押し込むと、テープが再生ヘッドに叩き付けられて「プツッ」というノイズが出て、音の立ち上がりが強調される。
e)プレッシャーパッドのせり出し具合や鍵盤を押さえつける強さで音量が多少変わる。これを利用してスローアタック風に演奏することもできる。
f)モーターコントロールが不安定な機種(初期のM400など)では強く鍵盤を押さえつけると音程が下がり、回転数が回復して正しい音程にベンドアップする反応が起こることがある。この現象は4つ以上の鍵盤を同時に押すと起こりやすい。

## 機材の進歩
- 音色は枚挙に暇がないが、有名なものはビートルズの「ストロベリー・フィールズ・フォーエヴァー」で知られる"Flute"、ローリング・ストーンズ「2000光年のかなたに」やキング・クリムゾン「クリムゾン・キングの宮殿」などでフィーチャーされた"3 Violins"(Fluteと並び、代表的な音色。メロトロンMkII、M400、チェンバリンで共用している唯一の音源だが、再生される楽器によりニュアンスは大きく異なる)、リック・ウェイクマンやジェネシスのトニー・バンクスが愛用した"8 Choir"（男女4人ずつの混声合唱。男女の声を分けた形でも提供された）や"Brass"などが挙げられる。メロトロンの為に録音された音は、それ自体も大きなノイズが含まれたり音程が正確でなかったりと不安定であったが、それが却って個性として評価されることになった。
- 隣り合う2つの音色はM300以外の機種ではミックスして使うことも可能。MkI/ IIでは5ポジションの音色ボタン(A・A+B・B・B+C・Cの5つ。リズムトラック用の左手側鍵盤のボタンは3つで、ミックスポジション無し)があり、M400などでは音色切り替えレヴァーを中間位置で止めることで行う。なお、ミックスされた音色は音量が多少下がる。
- 最も普及したM400に標準でセットされたテープはFlute/ 3 Violins/ 'Cello。このセットのまま使用する奏者も多かったが、好みの3音色を並べたテープセットも受注していた。例えばトニー・バンクスはM400導入後、コンサートではBrass/ 3Violins/ 8 Choirというセットを使用していた。なお、テープは全ての音程が一本のテープに収録され、音程ごとにパンチ穴で目安が付けられている。購入した後は自分か販売店でカットし、別途購入したテープフレームに取り付ける。また、楽音部分以外のメロトロンでは再生出来ない部分には弦楽器の弓を置いたり咳払いや談笑をしたりする音まで収録されている[7]。
- 1970年に発表されたM-1以降のチェンバリン(Chamberlin)各機種はテープの巻き戻しにもモーターを使用しており、テープは常にリール(tape return roller)に巻き取られている。そのため、テープ巻き戻しの確実化と筐体の小型化が実現された。このM-1はステレオヘッドを装備し、8音色を使用可能。その他、少数生産ではあったもののデュアルマニュアルのM-2、デュアル×2段鍵盤のM-4、音源部分と鍵盤部分が分離されたRemoteというバリエーションも展開された。チェンバリン全モデルの生産は1981年に終了した。生産台数は、M-1が300台程度で、メロトロンMk Iの原型になったM600/660 Musicmasterが200台と多くないが、レコーディングで使用された例は多い。

## 機種リスト
Mellotron MkI (1962 - 1963)
Chamberlin 660 Musicmasterを元にして作られた最初のモデル。左右に35ずつの鍵盤を持つ。6ステーション×3トラック。55台前後生産され、一部は出荷前にMkII仕様に改造された。
Mellotron MkII (1963 - 1967)
Mk Iの改良型。外観は同一だが、ステーション切り替え用チェーンの強化、ステーション切り替え中の鍵盤ロック機構追加、パワーアンプがソリッドステート化。また、リードとリズムの音色配列も変更された。1960年代末にイギリスの大物アーティストが頻繁に使うようになり、伝説的存在となっている。出荷前に改良されたものも含めて300台程度が生産された。
Mellotron M300 (1968 - 1970)
52鍵の小型化モデル。左側18鍵は伴奏用(ピアノとオルガンの低音部も含まれ、リードと音色を一致させることで52鍵の音域を使用することも可能)。内蔵スピーカーは廃止された。6ステーション×2トラックで、音色は専用のものが用意された。トラック選択はロッカースイッチで、ミックスは不可。後期型はフロントパネルから音程調節が取り除かれる。生産数は50台程度で、量産型ではもっとも希少なモデル。
Mellotron M400 (1970 - 1986)
もっとも普及した白い塗装のステージモデル。プリアンプがソリッドステート化し、ステーション構造は廃止。代わりに35本のテープを取り外し可能なフレームに固定し、一度に交換出来るようになった。35鍵、3トラック。初期型はモーターの回転数を一定に保つモーターコントロールカード性能が低く、音程が不安定。ストリートリー・エレクトロニクスが部品を供給して作られたEMI製のモデルもあるが、これは鍵盤下部を斜めに切り取って膝が当たらないように改良されたフォルムを持ち、ハードウェアや塗装の仕様も異なる。また、後年Novatron名義で作られたものは黒い塗装が標準となった。合計で2000台以上生産されており、中古市場で見かけるほぼ唯一の機種である。
Mellotron MkV (1975 - 1980)
2台のM400を左右に繋げたようなモデル。しかし、モーターとキャプスタンは左右の鍵盤で共有している。コントロールパネルは鍵盤前面に配置された。全30台程度が生産された。
Novatron T550 (1981)
M400の機構を小型化してフライトケースと一体化したモデル。わずか3台のみが作られた。大きさ自体はさほどコンパクトになったわけではないが、テープフレームを2セットとボリュームペダルを収納できるスペースを設けている。
Mellotron 4 Track (1981)
M400を4トラック仕様に改良したプロトタイプで、Mellotron USAが4台のみ生産。コントロール部はミキサーとなっており、再生ヘッドを移動させることなく任意の複数トラックをイコライジング及びミックス可能。筐体はアルミニウム合金製。
Mellotron MkVI (1999 -)
M400の改良型で、ドイツ製の高品質な鍵盤と真空管プリアンプを採用。低速スイッチを追加。これは基本的には音程が1オクターブ下がるように調整されているが、モーターコントロールカードのつまみを回すことで任意に設定可能。筐体を約5cm高くし、立って演奏しやすいように改良。モーターコントロールカードも新型でより安定性の高いものになった。Mellotron Archives製。
Mellotron MkVII (1999 -)
Mellotron Archives製、MkVIのデュアル・バージョンで、いわばMkVの現代版。コントロールパネルはトップカバー前面中央に配置される。
M4000 (2007 -)
新生Streetly Electronics製。M400とよく似た筐体にステーション構造を内蔵。8ステーション×3トラック。「inching」という、テープの再生開始ポイントを変えられるメカニズム、正圧防塵装置搭載。新生Streetly Electronics製。こちらにもデュアル・バージョンの「M5000」が発表されているが、実際には生産されていない（その一方、M400の復刻モデル（モデル名なし）を受注生産）。
M4000D (2011 -)
Mellotron社がその著作権を有するMellotronとChamberlinのマスターテープのコレクションの一部を、非圧縮 24bit でサンプリングして製作したデジタル版メロトロンである。新品のMellotron MkVIでマスターテープを利用し、そのままループを組まずに7.5～9.0秒のデジタルオーディオで収録しており、実質的にはPCMシンセサイザーと言える。

## メロトロンの代替機種
- 楽器としてのメロトロンは取り扱いにくい面を持つ為、シンセサイザー・サンプラーなどで代用音源・音色などがシミュレートされてきた。シンセサイザー内蔵音源ではメモリ節約および使い易さを狙ってループ処理されているものが多いが、不安定な音源をループ化するのは困難であった。現在はノンループのサンプルも広く出回っており、メロトロン専用機種を含むハードウェア、ソフトウェア、iOSアプリケーションなど、幅広い選択肢が存在している。
- テープ以外のメディアを用いたサンプル・プレイバック・キーボードには、光学式ディスクを用いる「オプティガン(OPTIGAN)」という楽器が挙げられる。これはマテル社が児童向けに開発したものだが、チャイルトン社による発展型の「タレントメーカー」を経てプロ用の「オーケストロン(Vako Orchestron)」が生産されるに至った。音色は光学式ディスク1枚につき1つずつ、トラックごとに各音程がループの形で記録されている。現在でも光学式ディスクは少数生産されている。
- メロトロンの欠点を改良するために、デヴィッド・バイロという人物が8トラックテープを用いた「バイロトロン(Birotron)」を1974年に設計。リック・ウェイクマンが出資した[5]ほか、数々の著名ミュージシャンが予約したことで話題になった。しかし開発は遅れ、結局1977年に17台が試作されたのみ。一般市場には出回らなかった。37の鍵盤に対して19本の8トラックカセットをセット(カセット1本あたり鍵盤2つ分の音源を持つ)し、4つのループされた音色を選択可能。シンセサイザー同様のエンベロープ・ジェネレーターで音の立ち上がりや減衰を調節できる。現存しているのは5台ほど、演奏可能なものは2台のみと言われている。